# Peur violette

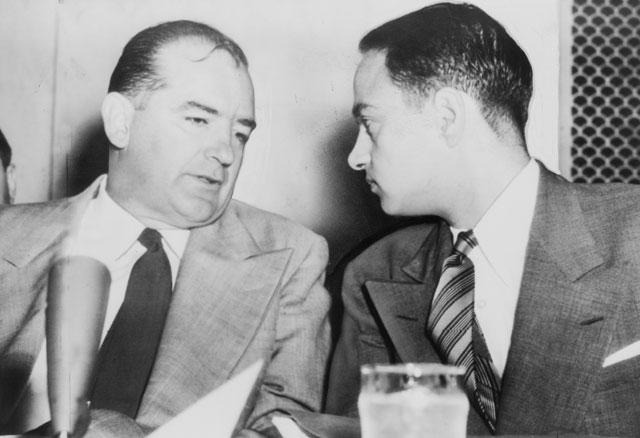
Joseph McCarthy et Roy Cohn en 1954.

La peur violette ou peur lavande (en anglais : Lavender scare) est une vague de persécution des homosexuels qui a lieu aux États-Unis pendant les années 1950, dans le contexte de la guerre froide. La peur violette est liée à la peur rouge, anticommuniste, qui se développe à l'époque du maccarthysme.

## Origine de l'expression
La dénomination « peur violette » est popularisée par David K. Johnson dans son étude de la campagne anti-homosexuelle liée au maccarthysme durant les années 1950. Son livre, The Lavender Scare (2004), tire son titre de l'expression lavender lads (gars de lavande) utilisée à plusieurs reprises par le sénateur Everett Dirksen pour désigner les homosexuels. En 1952, Everett Dirksen déclare qu'une victoire des républicains aux élections de novembre signifierait la suppression des « gars de lavande » du département d'État,. L'expression a également été utilisée par le magazine Confidential, une revue connue pour des ragots sur la sexualité des hommes politiques et des stars éminentes de Hollywood,.
La traduction du terme lavender scare en « peur violette », « menace violette » ou « peur lavande » est utilisée par Chrystel Lamboley et Magali Baillot dans leur ouvrage sur le maccarthysme. 
Dans l'ouvrage (bande dessinée didactique) d'Yvan Greenberg, Joe Canlas et de Everett Patterson La machine ne ferme jamais les yeux, seul le terme de « peur violette » est utilisé pour décrire le rejet des personnes homosexuelles. L'expression est également présente dans le livre Le Rideau déchiré. La sexologie à l'heure de la guerre froide de Sylvie Chaperon, Carla Nagels et Cécile Vanderpelen-Diagre, publié en 2020.

## Histoire
Au début de la guerre froide, l'homosexualité est encore considérée comme une maladie psychiatrique aux États-Unis et la sodomie est passible de prison dans de nombreux États du pays. Gays et lesbiennes sont donc susceptibles de céder à des opérations de chantage et le gouvernement américain craint que l'URSS ne se serve d'eux pour obtenir des secrets d'État.

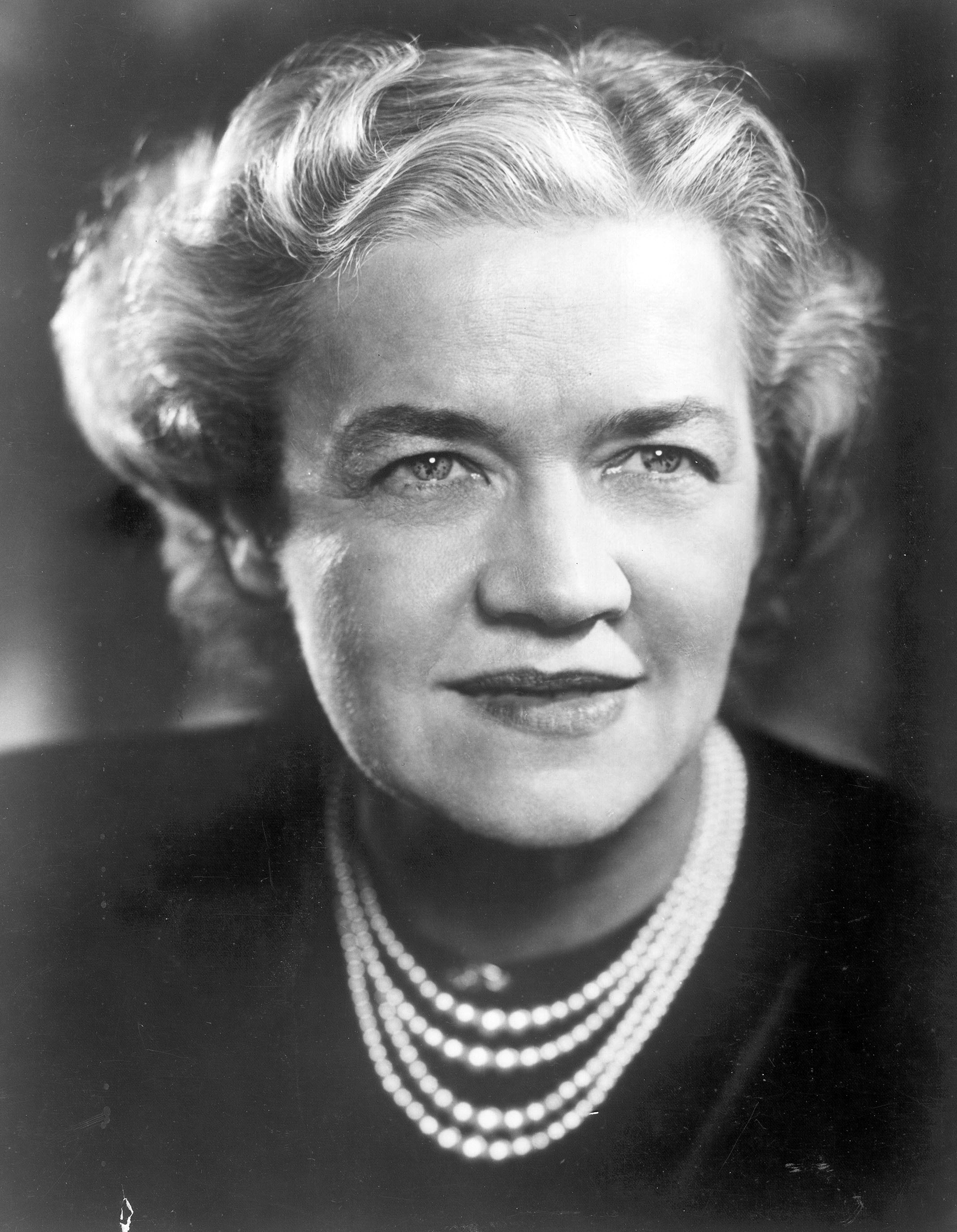
La sénatrice américaine Margaret Chase Smith.

Afin de se débarrasser de ces cibles potentielles, le gouvernement organise donc une « chasse aux sorcières » qui vise à débusquer et renvoyer les homosexuels qui travaillent dans la fonction publique. En 1950, le sous-secrétaire d'État John Peurifoy informe ainsi le public qu'il a renvoyé 91 homosexuels et lesbiennes du département d'État,. Le sénateur Joseph McCarthy poursuit le travail du sous-secrétaire en nommant Roy Cohn, un homosexuel dans le placard, à la tête du comité chargé de lutter contre la « menace violette ». Durant leur campagne, les deux hommes n'hésitent pas à faire chanter leurs opposants en les menaçant de les dénoncer comme homosexuels,.
En 1950, lors d'auditions parlementaires sur le sujet de l'homosexualité, la sénatrice Margaret Chase Smith demande s'il existe un « test, rapide, comme une radiographie, qui puisse révéler ces choses-là ».
Le Canada a mené pendant la guerre froide, à l'imitation des États-Unis, des purges ciblant les personnes LGBT. Un test de « dépistage » des cas d'homosexualité, le « fruit machine », a été mis au point à la demande du Conseil de sécurité canadien.